# Deutsche Bank Twin Towers
La Deutsche Bank Twin Towers, nota anche come Deutsche Bank Headquarters (in tedesco: Zwillingstürme der Deutschen Bank e Hauptverwaltung Deutsche Bank AG), è un complesso di grattacieli composto da due torri situato nel distretto Westend-Süd di Francoforte, in Germania. Entrambe le torri raggiungono i 155 metri di altezza e fungono da quartier generale e sede della Deutsche Bank. Le torri gemelle sono a volte soprannominate in tedesco Soll und Haben.